# Apophylia shirozui
Apophylia shirozui es un coleóptero de la familia Chrysomelidae.
Fue descrita científicamente por primera vez en 1985 por Takizawa.